# الكورة (الأردن)
الكورة هي إحدى مناطق محافظة إربد، الأردن . في شمال الاردن تضم عدد من المناطق وهي ضمن بلدي الكورة.